# Nagypirit, Veszprém
Nagypirit  este un sat în districtul Devecser, județul Veszprém, Ungaria, având o populație de 276 de locuitori (2011). 

## Demografie
Componența etnică a satului Nagypirit
     Maghiari (94,53%)
     Romi (5,47%)
Componența confesională a satului Nagypirit
     Reformați (57,61%)
     Romano-catolici (17,03%)
     Luterani (10,14%)
     Necunoscută (15,22%)
Conform recensământului din 2011, satul Nagypirit avea 276 de locuitori. Din punct de vedere etnic, majoritatea locuitorilor (94,53%) erau maghiari, cu o minoritate de romi (5,47%).  Din punct de vedere confesional, majoritatea locuitorilor (57,61%) erau reformați, existând și minorități de romano-catolici (17,03%) și luterani (10,14%). Pentru 15,22% din locuitori nu este cunoscută apartenența confesională.